# NHK陸中山形関テレビ中継局
NHK陸中山形関テレビ中継局（エヌエイチケイりくちゅうやまがたせきテレビちゅうけいきょく）は、岩手県久慈市の旧九戸郡山形村域に置かれていたNHK盛岡放送局のテレビ中継局。

## 所在地
- 久慈市山形町霜畑（松倉沢山）

## 中継局概要

### 地上デジタルテレビ放送
- 非該当。

### 地上アナログテレビ放送
| 放送局名    | チャンネル | 空中線電力        | ERP                 | 放送対象地域 | 放送区域内世帯数 |
| NHK盛岡総合 | 51ch       | 映像3W /音声750mW | 映像14.5W /音声3.7W | 岩手県       | 不明             |
| NHK盛岡教育 | 53ch       | 映像3W /音声750mW | 映像14.5W /音声3.7W | 全国放送     | 不明             |

- 当初、2011年7月24日で廃局となる予定だったが、同年3月11日に発生した東日本大震災の影響により、廃局が2012年3月31日まで延期された。

## 放送エリア等
- 久慈市の旧山形村域南部をカバーしている。なお、在盛民放局は当地に中継局を置いておらず、ほとんどの世帯は民放を含め共同アンテナで視聴している。